# Kočka slaništní
Kočka slaništní (Leopardus geoffroyi) je jihoamerická malá kočkovitá šelma.

## Synonyma
- Felis geoffroyi
- Oncifelis geoffroyi

## Popis
- Hmotnost: 3–8 kg[2]
- Délka těla: 45–75 cm[2]
- Délka ocasu: 24–38 cm[2]
- Výška: 15–25 cm[2]

Kočka slaništní je velká asi jako kočka domácí. Samci jsou o něco větší než samice a velikost záleží také na poddruhu; největší kočky slaništní žijí v okolí Río Gallegos v Patagonii. Je štíhlá, lehce stavěná, má protáhlé tělo a nohy jsou stejně dlouhé jako ocas. Hlava je krátká a široká.
Srst je černě skvrnitá, základní barva kolísá od okrové (severní poddruhy) přes zlatohnědou, rudohnědou až šedou nebo stříbrošedou barvu jižních poddruhů. Kresba je dobře zřetelná, symetrická, kulaté černé skvrny se slévají v pruhy, typicky tvoří „obojek“ kolem krku zvířete. Kresba na hlavě sestává z černých pruhů vedoucích z koutku oka a tlamy až k uším a několika rovnoběžným pruhům, které se táhnou z čela až na temeno hlavy. Ušní boltce jsou černé s bílou skvrnou, která slouží ke komunikaci s ostatními kočkami. Konec ocasu je kroužkovaný, špička pak černá. Srst jižněji žijících koček je poněkud delší a kresba méně zřetelná.
Světlejší zbarvení a nezřetelnou kresbu nalezneme také u poddruhu O. geoffroyi salinarum, který žije v severní Argentině. Takové kočky se nazývají gato de las salinas. V severní části areálu se můžeme setkat také s melanistickými, černými jedinci.

## Rozšíření
Areál kočky slaništní sahá od oblasti Gran Chaco v Uruguayi a Paraguayi, Rio Grande v Brazílii a jižní Bolívie přes Chile a Argentinu až k Magellanově průlivu. Společně s pumou je to nejjižněji žijící kočkovitá šelma.

## Stanoviště
Kočka slaništní je přizpůsobivá a obývá rozmanitá prostředí, ale dává přednost hustým lesům nebo oblasti s nízkými stromy a křovinami, které jí poskytují úkryt. Typicky se vyhýbá tropickým deštným pralesům a nadmořským výškám nad 3000 m n. m. Její preference husté vegetace znamená, že může sdílet území s kočkou pampovou, která naopak vyhledává otevřenější krajinu. Oba druhy si proto nekonkurují.

## Biologie
Je to samotářská šelma s převážně noční aktivitou. Žije skrytým způsobem života, je plachá a člověku se vyhýbá. Potravu hledají snad převážně na zemi, ale kočka slaništní také výborně šplhá. Ve větvích stromů snad loví ptáky, byla pozorována, jak spí na nižších větvích a na stromech se také páří.
Její oblíbenou kořistí jsou malí ptáci, ještěrky, hlodavci nebo hmyz. V některých místech loví také ryby, kočky slaništní velmi dobře plavou. Jídelníček si zpestřují také vejci.
Páří se celoročně, březost trvá 62–72 dní. Dvě až tři koťata přicházejí na svět v dutině pod kořeny stromu, v doupěti pod keřem nebo i v malých jeskyních. Koťata otvírají oči po 8 dnech, v šesti týdnech věku už skvěle šplhají a v 8 měsících věku jsou již samostatná. Pohlavně dospívají poměrně pozdě, až ve 14 měsících.

## Ochrana druhu
V 80. letech minulého století, po zapsání jaguára, ocelota a margaye do příloh CITES a omezení obchodu s jejich kožešinami, dramaticky stoupla poptávka po kožešinách kočky slaništní. Protože kočky slaništní jsou menší, k výrobě jednoho kabátu je potřeba 25 kůží. Vysoká poptávka vedla k tisícům ulovených koček - jen ve státě Paraguay bylo v roce 1981, kdy lov vrcholil, zastřeleno 72 000 koček slaništních (Caldwell, 1984). Zapsání kočky slaništní do přílohy II omezilo lov, ale pokles populace pokračoval; od roku 1992 je kočka v příloze I a obchod s jejími kožešinami je ilegální.
I přes pokračující ilegální lov jsou kočky slaništní považovány za nejhojnější druh malé kočkovité šelmy v Jižní Americe. Je to možné, protože zvláštností kočky slaništní je malé teritorium obhajované jednou kočkou (cca 2,5 km² u samic, u samce asi 3× větší) a tím pádem mají velkou populační hustotu v porovnání s ostatními druhy koček. Přesné stavy ale nejsou známy.

## Chov v zoo
Na podzim 2019 byl tento druh chován ve třiceti evropských zoo. V Česku byly v listopadu 2019 kočky slaništní chovány ve třech zoologických zahradách. Na jaře 2020 se jednalo o pět zoologických zahrad:
- Zoo Jihlava
- Zoo Olomouc
- Zoo Ostrava
- Zoo Praha
- Zoo Ústí nad Labem

V minulosti byl tento druh chován také v Zoo Dvůr Králové, Zoo Plzeň.
Na Slovensku je chována v Zoo Bojnice a Zoo Bratislava.

### Chov v Zoo Praha
Kočky slaništní byly v Zoo Praha chovány v 60. a 70. letech 20. století. V červenci 2019 bylo po dlouhých letech přivezen další příslušník tohoto druhu: samec z německé Opel Zoo Kronberg. V červnu 2020 byla dovezena samice ze zoologické zahrady v Kolíně nad Rýnem.
K vidění je v jedné z venkovních voliér malých šelem při pavilonu šelem v dolní části zoo.

## Galerie obrázků

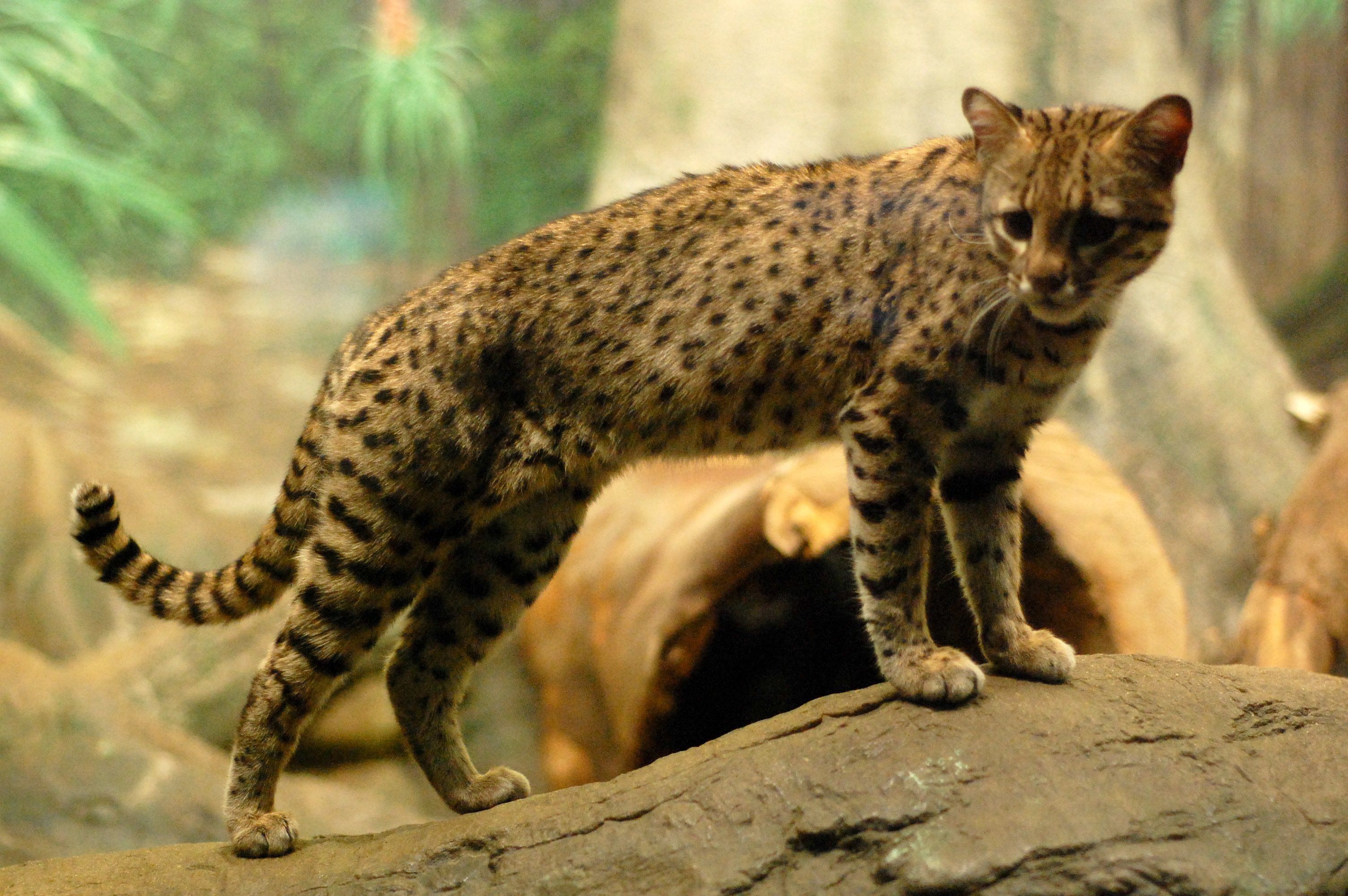
Kočka slaništní
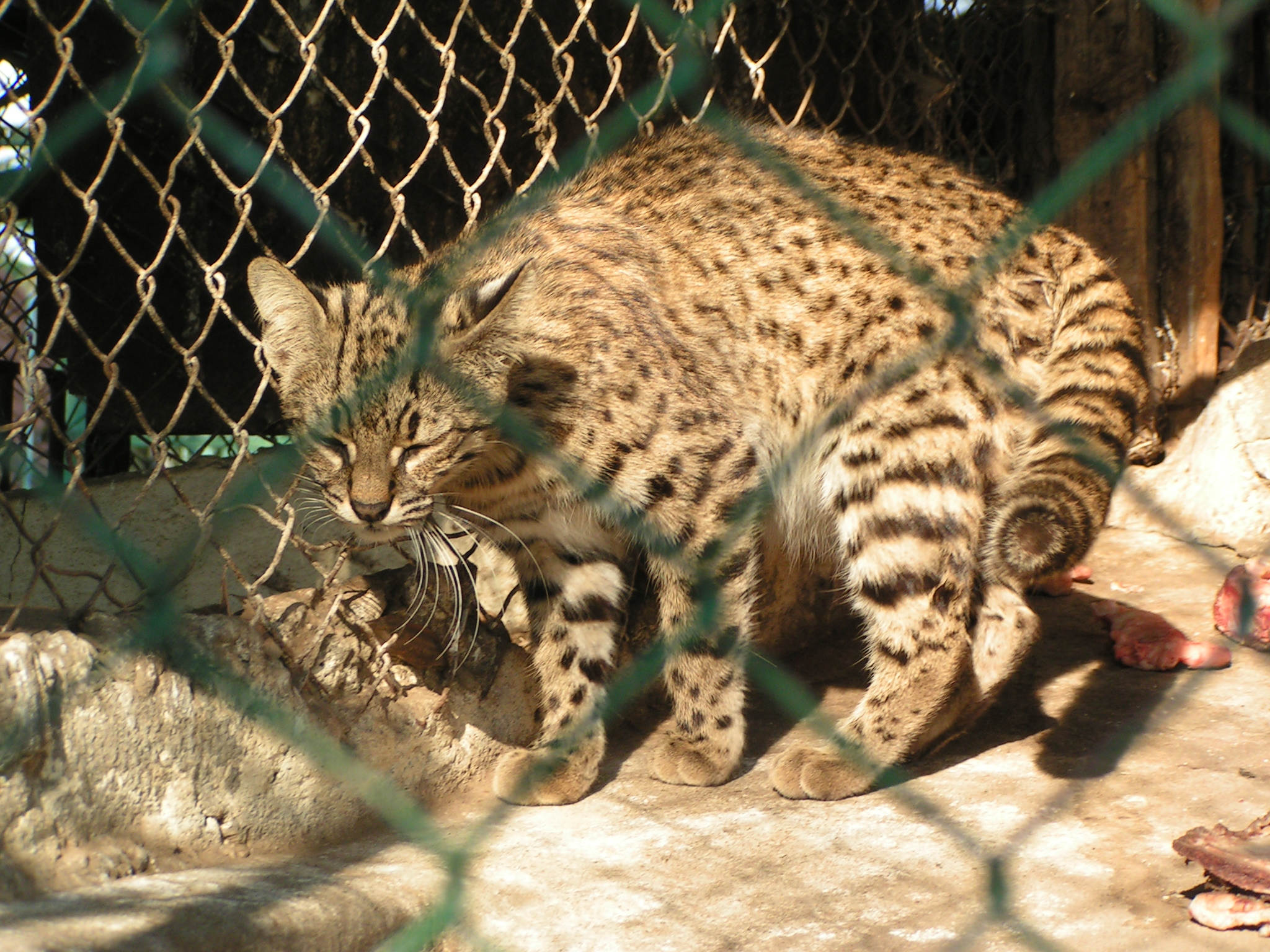
Kočka slaništní v argentinské zoo
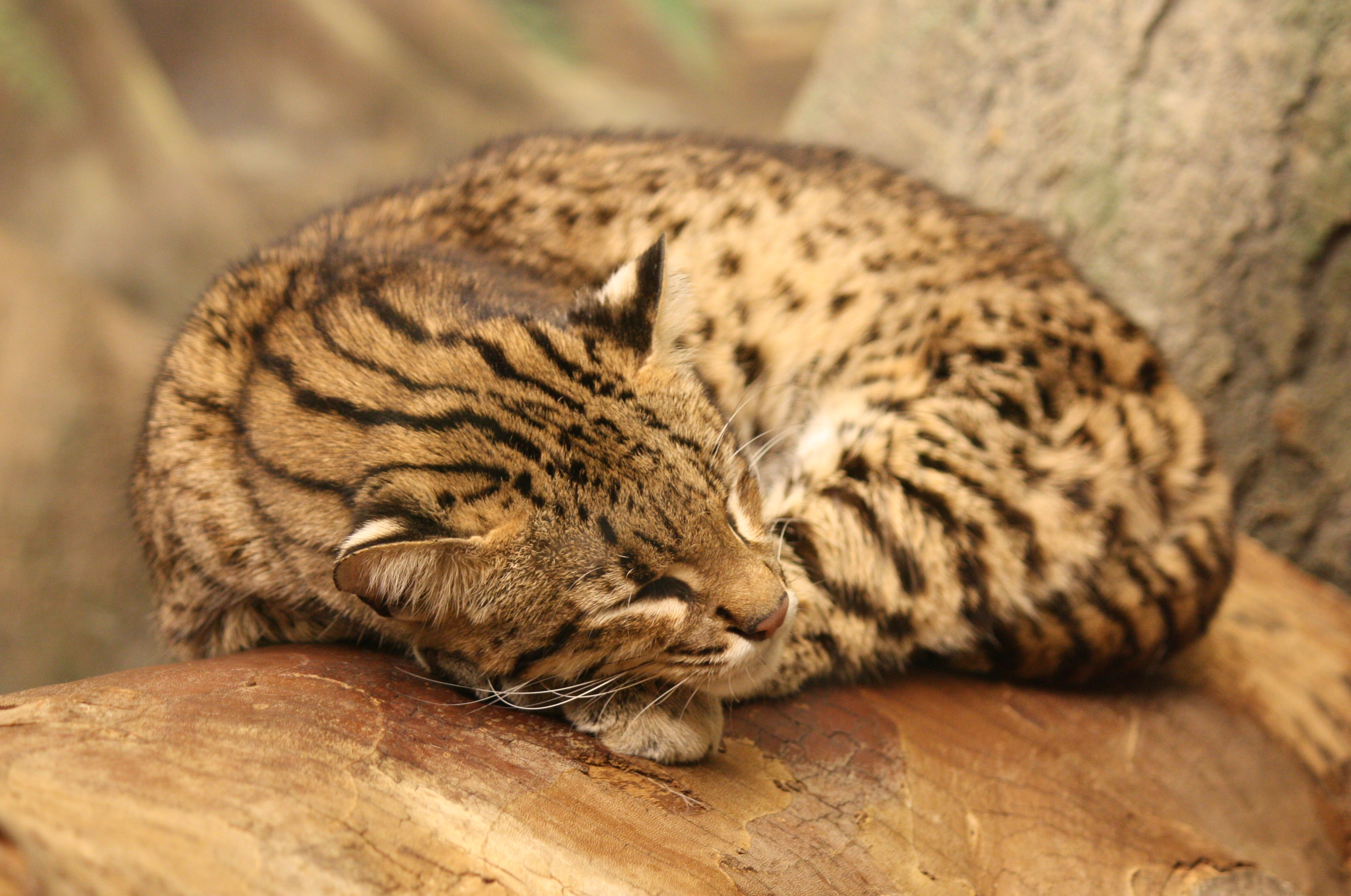
Kočka slaništní v zoo v Cincinnati